# De Storm (2009)
De Storm is een Nederlandse dramafilm uit 2009 van Ben Sombogaart die zich grotendeels afspeelt tijdens de watersnoodramp van 1953. Het scenario is van Marjolein Beumer en Rik Launspach. De film is gebaseerd op de debuutroman van Rik Launspach met de titel 1953. Totaal is tien jaar over het scenario gedaan, voornamelijk omdat geen financiers aanwezig waren voor dit project. Mede dankzij de financiering door Universal en NL Film en TV B.V. kon de film gemaakt worden. De opnamen begonnen in oktober met Sylvia Hoeks en Barry Atsma in de hoofdrollen. De film ging in première op vrijdag 11 september 2009 tijdens het festival Film by the Sea in Vlissingen.

## Verhaal
In Zeeland breken er dijken door en voltrekt zich de watersnoodramp van 1953. Julia (Sylvia Hoeks) is een jonge ongehuwde moeder met een baby. Omwonenden en Julia's vader beschouwen haar status als schandalig.
De bedreiging van het water wordt te laat gezien door de dorpelingen, zodat velen door het water verrast worden. Julia vlucht met moeder (Monic Hendrickx), zus en zoon naar de deels ingestorte zolder van de ouderlijke woning. Doordat de woning steeds verder instort, verdrinken moeder en zus. Julia's vader lijkt ook verdronken, maar deze blijkt het achteraf toch gehaald te hebben.
Ze wordt van verdrinking gered en in veiligheid gebracht door de militair en buurtgenoot Aldo (Barry Atsma), maar haar baby blijft achter op de zolder in een houten kistje. Julia en Aldo gaan samen de baby zoeken in het rampgebied. Ze vinden het kistje, maar het is leeg, en concluderen dat iemand het kind eruit gehaald moet hebben. Het kind is terechtgekomen bij een vrouw die haar eigen baby recentelijk verloren heeft bij een auto-ongeluk. Julia ontmoet haar, maar omdat de vrouw de baby niet wil verliezen, verbergt ze hem voor Julia.
Achttien jaar later ontmoet Julia haar zoon en de vrouw opnieuw en ontdekt ze wat er gebeurd is.

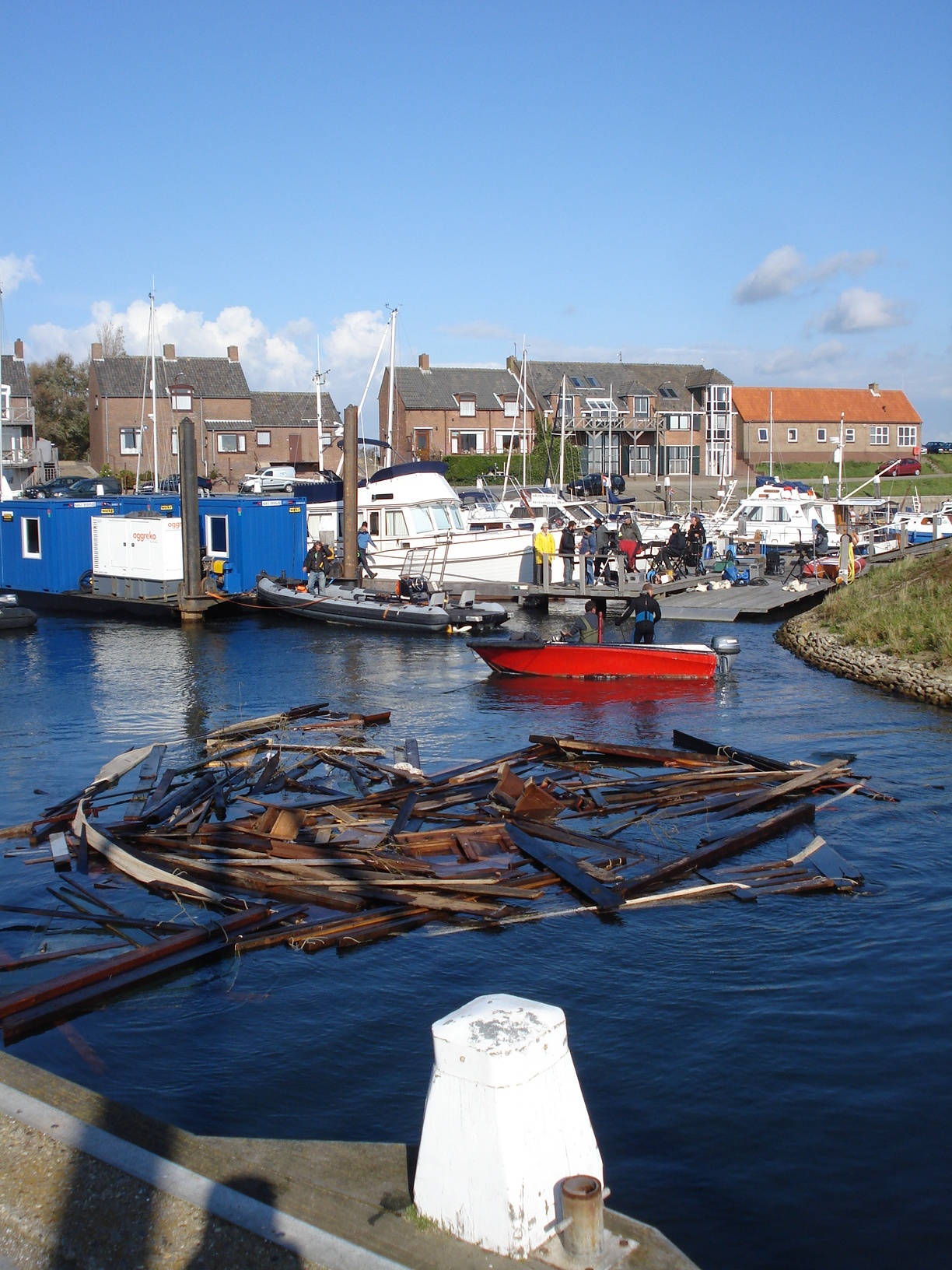
Filmopnamen in de Haven van Ouddorp

## Rolverdeling
- Sylvia Hoeks - Julia
- Barry Atsma - Aldo
- Monic Hendrickx - moeder van Julia
- Serge Price - Felix
- Katja Herbers - Krina
- Betty Schuurman - Mevr. Haverkamp
- Bas Keijzer - Guus
- Sanne den Hartogh - Koos
- Dirk Roofthooft - vader van Julia
- Chava voor in 't Holt - vriendin van Julia
- Maud Dolsma - vriendin van Julia
- Lottie Hellingman - Stientje
- Erik van der Horst - Hennie
- Clemens Levert - Korvet
- Evert de Jager - burgemeester Haverkamp
- Elsa May Averill - Emma
- Dorijn Curvers - vissersvrouw
- Debbie Korper - boze vrouw
- Arnoud Bos - dominee

## Achtergrond
Eind september 2008 werd overeenstemming bereikt met de burgemeester van de gemeente Tholen om te mogen filmen in het dorp Stavenisse, maar al gauw stuitte men daar op bezwaren van de inwoners, die het niet zagen zitten om op deze wijze herinnerd te worden aan de watersnoodramp die in hun dorp vele slachtoffers maakte. De film is overigens grotendeels in België opgenomen, waar speciaal voor de film de Potpolder van Tielrode onder water is gezet. In Nederland zijn in oktober 2008 in onder meer Zierikzee, Sommelsdijk, Ouddorp en Burgh-Haamstede opnames gemaakt.
De titelsong van de film Geef niet op is van de Zeeuwse band BLØF, verder is de muziek gecomponeerd door Fons Merkies. De overstromingseffecten werden gedeeltelijk met de computer geproduceerd door het Amsterdamse bedrijf Hectic Electric.

## Ontvangst
Eind juli 2010 won de film een prijs op het Stony Brook Filmfestival in New York, waar hij de openingsfilm was. Producent De Levita en hoofdrolspeelster Hoeks waren hierbij aanwezig. De film won de 'Award for Outstanding Achievement in Filmmaking', bestaand uit een beeldje. Het Stony Brook Festival wil niet-Engelstalige films onder de aandacht van het Amerikaanse publiek brengen. Ook werd op het festival de productie 'Bride Flight' van Ben Sombogaart vertoond.

## Verschillen met het boek
- In het boek overlijdt Julia's vader tijdens de watersnoodramp. In de film lijkt dit eerst het geval, maar blijkt deze het achteraf toch gehaald te hebben.
- In de film ontmoet Julia haar zoon achttien jaar later tijdens de opening van de Haringvlietdam. In het boek is Julia wel bij deze opening, maar ontmoet ze daar niet haar zoon.